# ビースト・ストーカー/証人
『ビースト・ストーカー/証人』（原題：中国語: 証人、英語: Beast Stalker）は、2008年の香港映画。監督はダンテ・ラム。アクション監督をトン・ワイ、カーアクション監督をブルース・ロウが務めた。
日本では長らく『証人』の邦題でCS放送されたのみであったが、2012年4月7日に劇場公開された（本作の高評価を受けて制作された『密告・者』が日本では先に劇場公開されており、日本での劇場公開の順序は香港とは逆である）。

## 出演
| 役名             | 俳優                  | 日本語吹き替え |
| ---------------- | --------------------- | -------------- |
| トン・フェイ刑事 | ニコラス・ツェー      | 浪川大輔       |
| ホン             | ニック・チョン        | 咲野俊介       |
| コー・アン検事   | チャン・ジンチュー    | 小林さやか     |
| ホンの妻         | ミャオ・プー （苗圃） |                |
| サン刑事(郭耀新) | リウ・カイチー        | 坂本くんぺい   |

## 主な受賞
- 第28回香港電影金像奨(2009年)
  - 最優秀主演男優賞（ニック・チョン）
  - 最優秀助演男優賞（リウ・カイチー）
- 第15回香港電影評論学会大奨(2008年)
  - 最優秀男優賞（ニック・チョン）
  - 推薦電影
- 第46回台湾金馬奨(2009年)
  - 最優秀主演男優賞（ニック・チョン）
- 第13回富川国際ファンタスティック映画祭(2009年)
  - 監督賞
  - 主演男優賞（ニック・チョン）
- 第53回アジア太平洋映画祭(2009年)
  - 主演男優賞（ニック・チョン）
- 第12回中国金鳳凰奬(2009年)
  - 女優賞（ミャオ・プー）